# Ekaterina Syrtseva
Ekaterina Alexeievna Syrtseva (em russo:Екатерина Алексеевна Сырцева) (São Petersburgo, 11 de agosto de 1990) é um jogadora de vôlei de praia russa.

## Carreira
No ano de 2011 conquistou o vice-campeonato na etapa challenger e satélite de Anapa com Evgenia Ukolova, ainda competindo com Anna Vozakova, Maria Ushkova e  Alexandra Moiseeva nas etapas do Circuito Mundial.No Circuito Mundial de 2013 competiu ao lado de Irina Chaika e depois retomou a parceria com Alexandra Moiseeva e com esta renovou para a edição de 2014, quando terminaram na segunda colocação no Aberto de Anapa, mesmo posto obtido na etapa challenger e satélite na mesma cidade, depois finalizou a temporada com Mariya Prokopyeva.
Em 2015 competiu novamente com Mariya Prokopyeva e terminaram na quinta posição nos Jogos Europeus de Baku, depois com Yulia Abalakina, com quem renovou para 2016.A partir de 2017 forma novamente parceria com Alexandra Moiseeva	alcançando o título  da etapa challenger e satélite de Laholm, e juntas atuaram em 2018, assim como competiu também com Anna Alova e Anastasia Barsuk.
Em 2017 também competiu com Ksenia Khakimzanova no Circuito Europeu de Vôlei na Neve e no ano seguinte disputraram a primeira edição do Campeonato Europeu de Vôlei na Neve terminando na quinta posição.
Com Alexandra Moiseeva alcançou o vice-campeonato no Aberto de Tuần Châu e o título no Aberto de Daegu, categoria uma estrela do Circuito Mundial de 2019.

## Títulos e resultados
- Torneio 1* de Daegu do Circuito Mundial de Vôlei de Praia:2019
- Torneio 1* de Tuần Châudo Circuito Mundial de Vôlei de Praia:2019
- Aberto de Anapa do Circuito Mundial de Vôlei de Praia:2014
- Etapa Challenger & satélite de Anapa do Circuito Mundial de Vôlei de Praia:2014
- Etapa Challenger & satélite de Anapa do Circuito Mundial de Vôlei de Praia:2011